# Oberspier
Oberspier ist ein Ortsteil der Stadt Sondershausen im Kyffhäuserkreis in Thüringen.

## Geografie
Der Ortsteil Oberspier liegt an der Südwestabdachung der Hainleite. Die Böden der Gemarkung sind meist aus verwittertem Muschelkalk entstanden. Die Flur des Ortsteils umfasst 936 ha. Die Höhenlage schwankt zwischen 195 (Spierenberg) und 430 (Possen) Metern über NN. Verkehrsmäßig ist der Ort durch die Bundesstraße 4 gut verbunden. Bahnverbindung besteht über Hohenebra nach Nordhausen und Erfurt.

## Geschichte
In einer Urkunde vom Kloster Fulda aus dem Jahre 840 wird der Name Mittiges Spier im Altgau angeführt. Diese Urkunde bezieht man wohl berechtigt auf Oberspier. Wolfgang Kahl weist eine urkundliche Ersterwähnung von 1220 nach. Es ist aber auch bekannt, dass die Dörfer südlich und westlich der Hainleite durch die germanischen Angeln und Warnen schon viel früher besiedelt worden sind. Daher ist das Datum 840 als wahrscheinlich anzusehen. Politisch gehörte der Ort im 12. Jahrhundert zum Altgau, der sich aus der Besiedlung der Angeln und Warnen entwickelte. Dann wechselten die Unterstellungen von den Hohnsteinern zu den Schwarzburgern. Später übte im 14. Jahrhundert die Kirche über das Kloster Jechaburg die Herrschaft aus. Früh war die Reformation in Oberspier, wie in der ganzen Region, erfolgreich.
Der Ort war immer landwirtschaftlich geprägt durch Bauernhöfe und ein Rittergut.
Im Dreißigjährigen Krieg wurde Oberspier von durchziehenden Heeren geplündert, 1806 von napoleonischen Truppen. Bis 1918 gehörte der Ort zur Unterherrschaft des Fürstentums Schwarzburg-Sondershausen.
Am 6. April 1945 rückten US-amerikanische Panzerverbände in Oberspier ein, im Juli 1945 kam vertragsgemäß die Rote Armee. Es folgten 1946 die Bodenreform, die entschädigungslose Enteignung des Ritterguts, die Zerstörung seines Herrenhauses und weiterer Gebäude, 1953 die Gründung der LPG „Vorwärts“. Später entwickelten sich Großbetriebe auf dem Lande, die dann 1990 nach der Deutschen Wiedervereinigung neue Eigentumsformen der landwirtschaftlichen Arbeit gefunden haben. Es fanden Privatisierungen von örtlichen Betrieben und Neugründungen statt. Seit 2000 gibt es eine Heimatstube im Dorfgemeinschaftshaus.
Seit 1998 gehört Oberspier zu Sondershausen und nennt sich Ortsteil Oberspier.
Neue Betriebe und Gewerbe siedelten sich an.

## Sehenswürdigkeiten
- Evangelische Kirche St. Johannes von 1778 mit alten Grabsteinen und Kriegerdenkmal auf dem Kirchhof
- Der Possen gehört zum Ortsteil, ein lohnendes Ausflugsziel.

## Persönlichkeiten
- Albert Falckner (1815–1892), deutscher Pfarrer und Mitglied des Landtags des Fürstentums Schwarzburg-Sondershausen
- Conrad Zahn (1835–1887), Rittergutspächter in Oberspier und Politiker
- Otto Fleischhauer (1861–1939), geboren im benachbarten Holzengel, war langjähriger Pfarrer in Oberspier und verdienstvoller Heimatfreund und Heimatdichter. Er ist Namensgeber des Heimatvereins von Oberspier.